# Championnat d'Afrique du Nord de football 1921-1922
Navigation
Édition 1921 Édition 1923
Le Championnat d'Afrique du Nord 1922 est la 3e édition du Championnat d'Afrique du Nord de football. Il s'agit de la 3e édition de cette compétition de l'ULNA qui se termine par une victoire du SC Bel-Abbès.
Les deux équipes qui se rencontrent en finale sont le SC Bel-Abbès champion de la Ligue d'Oran et le RC Philippeville champion de la Ligue de Constantine. Elle se termine par une victoire du SC Bel-Abbès sur le score de 4 buts à 1.

## Histoire
Le SC Bel-Abbès remporte la compétition pour la première fois de son histoire et permet à sa ligue, la Ligue d'Oran d'obtenir également son deuxième titre dans cette compétition. Le RC Philippeville est défait pour la toute première fois en finale dans cette compétition.
Au total, lors de cette édition, 4 matchs ont été joués avec 4 participants, champions des quatre nations différentes que sont le champion de la Ligue d'Alger, champion de la Ligue d'Oran, champion de la Ligue de Tunisie, et le champion de la Ligue de Constantine.

## Demi-finales
- Les matchs des demi-finales se sont joués le Dimanche 30 avril 1922 [1]:

|   | Date | Club                    | Score   | Club     | Lieu        |
| - | ---- | ----------------------- | ------- | -------- | ----------- |
| 1 |      | SC Bel-Abbès            | forfait | FC Blida | Oran        |
| 2 |      | RC Philippeville (LCFA) | 2 - 1   | RC Tunis | Constantine |

| Titulaires : |  |
| |  |
| 1. Thibaudeau 2. Flogny 3. Pellegrin 4. Chazot 5. Belloc 6. Martinez 7. Di Napoli 8. Arnaud 9. Leporc 10. Cavalié 11. Goutard |  |

| Titulaires : |  |
|              |  |
|              |  |

| Titulaires : |  |
| |  |
| 1. Thibaudeau 2. Flogny 3. Pellegrin 4. Chazot 5. Belloc 6. Martinez 7. Di Napoli 8. Arnaud 9. Leporc 10. Cavalié 11. Goutard |  |

| Titulaires : |  |
|              |  |
|              |  |

## Finale
- Le match finale joué le Dimanche 14 mai 1922

|   | Date | Club         | Score | Club             | Lieu          |
| - | ---- | ------------ | ----- | ---------------- | ------------- |
| 1 |      | SC Bel-Abbès | 4 - 1 | RC Philippeville | Philippeville |

| Titulaires : |  |
| |  |
| 1. Turin 2. Manzanarès 3. Rebora 4. Rodriguez 5. Morillon 6. Fradès 7. Pozzo 8. Munoz 9. Schmit 10. André Liminana 11. Alcocal |  |

| Titulaires : |  |
| |  |
| 1. Thibaudeau 2. Flogny 3. Pellegrin 4. Chazot 5. Belloc 6. Martinez 7. Di Napoli 8. Arnaud 9. Leporc 10. Cavalié 11. Goutard |  |

| Titulaires : |  |
| |  |
| 1. Turin 2. Manzanarès 3. Rebora 4. Rodriguez 5. Morillon 6. Fradès 7. Pozzo 8. Munoz 9. Schmit 10. André Liminana 11. Alcocal |  |

| Titulaires : |  |
| |  |
| 1. Thibaudeau 2. Flogny 3. Pellegrin 4. Chazot 5. Belloc 6. Martinez 7. Di Napoli 8. Arnaud 9. Leporc 10. Cavalié 11. Goutard |  |

|  |  |

| Championnat d'Afrique du Nord Vainqueur 1922 |
| -------------------------------------------- |
| SC Bel-Abbès Premier titre                   |

## Sources
- (en) Peter Kungler, « North African Champions Cup », sur rsssf.com